# Гессен, Кит
Константи́н Алекса́ндрович Гессен (Кит А. Гессен, англ. Keith A. Gessen; род. 9 января 1975, Москва) — американский романист, журналист, литературный переводчик и соредактор американского журнала n+1.
Доцент кафедры журналистики Высшей школы журналистики Колумбийского университета. В 2008 году был назван лауреатом «5 до 35» Национальным книжным Фондом США.

## Детство и образование
Константин Александрович Гессен родился в еврейской семье в Москве. Отец Александр Борисович Гессен (род. 1944) — программист, предприниматель. Мать Елена Самуиловна Минкина (1942—1992) — переводчица и литературный критик. Его бабушка по отцовской линии, Эстер Яковлевна Гольдберг (в замужестве Гессен; 1923—2014) — переводчица и мемуаристка, работала в журнале «Советская литература», будучи вдовой Бориса Арнольдовича Гессена (1919—1980), сына пушкиниста А. И. Гессена. Его бабушка по материнской линии, Розалия Моисеевна Солодовник (1920—2015) — по образованию учитель истории, в послевоенные годы работала цензором телеграмм на Центральном телеграфе в Москве, позднее переводчицей художественной прозы с английского и немецкого языков. Она была вдовой погибшего на фронте лейтенанта Самуила Львовича Минкина (1919—1942).
Константин Гессен вместе с родителями и сестрой переехали в Соединённые Штаты в 1981 году. Семья поселилась в районе Бостона, проживая в Брайтоне, Бруклайне и Ньютоне (все — штат Массачусетс). Есть братья и сестра — Маша Гессен, Даниэль Гессен и Филип Гессен.
Гессен окончил Гарвардский университет со степенью бакалавра истории и литературы в 1998 году. Он завершил курсовую работу для своего M.F A. в творческом письме из Сиракузского университета в 2004 году, но первоначально не получил степени, не представив «окончательное оригинальное произведение художественной литературы». Согласно биографии факультета Колумбийского университета, он в конечном счете получил ученую степень.

## Карьера
Гессен писал о России для «The New Yorker», «The London Review of Books», «The Atlantic» и «The New York Review of Books».
В 2004—2005 годах Гессен был постоянным книжным критиком журнала «New York Magazine». 
В 2009 году совместно с Анной Саммерс опубликовал перевод книги Людмилы Петрушевской «Жила-была женщина, которая пыталась убить соседского ребёнка: страшные сказки».
Первый роман Гессена «Все грустные молодые литераторы» был опубликован в апреле 2008 года и получил смешанные отзывы. Джойс Кэрол Оутс писала, что в этом дебютном романе есть много очаровательного и многообещающего. Писатель Джонатан Франзен сказал о Гессене: «Это так вкусно, как он пишет. Мне это очень нравится». «New York Magazine», с другой стороны, назвал роман «самодовольным» и «скучно солипсическим».